# Roland Bonjour
Roland Bonjour (anhörenⓘ; * 30. September 1980 in Dotzigen)  ist ein Schweizer Schauspieler.

## Leben
Roland Bonjour wuchs in Dotzigen auf und studierte nach seinem Abitur drei Semester Biochemie an der EPF Lausanne. Er begann 2002 sein Schauspielstudium an der Hochschule der Künste Bern und schloss es 2007 mit Diplom ab. Von 2007 bis 2009 gehörte Roland Bonjour dem festen Ensemble des Deutschen Theaters Göttingen an. Seit 2009 arbeitet er als freischaffender Schauspieler für Theater sowie Film und Fernsehen.
2006 spielte Roland Bonjour seine erste Hauptrolle im für den Schweizer Filmpreis nominierten Kurzfilm Frohe Ostern von Ulrich Schaffner, und 2008 war er in Auf der Strecke von Reto Caffi an der Seite von Roeland Wiesnekker zu sehen. 2011 spielte Roland Bonjour in Vater unser Wille geschehe von Robert Ralston jr. erstmals eine Hauptrolle im Schweizer Fernsehen. Am Theater arbeitete Bonjour unter anderen mit den Regisseuren Robert Borgmann, Alexander Riemenschneider, Mark Zurmühle, Antje Thoms, Tillmann Gersch und Hannes Weiler. Engagements führten ihn ans Deutsche Theater Göttingen, Hans Otto Theater Potsdam, Theater an der Winkelwiese, Schauspielhaus Hamburg und Theaterhaus Jena. Beim Theatertreffen deutschsprachiger Schauspielstudierender wurde er 2006 mit der Produktion Living in Oblivion mit dem 1. Ensemble- und Publikumspreis ausgezeichnet.
Sein Bruder Roger Bonjour ist ebenfalls als Schauspieler tätig.

## Filmografie (Auswahl)
- 2005: Frohe Ostern (Regie: Ulrich Schaffner)
- 2005: Cannabis (Regie: Niklaus Hilber)
- 2006: Vertrauensfrage (Regie: Ben von Grafenstein)
- 2007: Auf der Strecke (Regie: Reto Caffi)
- 2010: Vater unser Wille geschehe (Fernsehfilm, Regie: Robert Ralston jr.)
- 2012: Am Hang (Regie: Markus Imboden)
- 2012: Der letzte Mentsch (Regie: Piere Henry Salfati)
- 2013: Mordsfreunde – Ein Taunuskrimi  (Fernsehfilm, Regie: Marcus O. Rosenmüller)
- 2016: Der Bozen-Krimi: Das fünfte Gebot
- 2016: Notruf Hafenkante – Elbnixe (Fernsehserie, Regie: Marian Westholzer)
- 2017: Tatort: Stau
- 2017: Tatort: Zwei Leben
- 2018: In aller Freundschaft – Die jungen Ärzte (Fernsehserie, Folge Glücksspiel)
- 2018: Krieg der Träume (Doku-Serie)
- 2019: Systemsprenger, Regie: Nora Fingscheidt
- 2020: Tatort: Die goldene Zeit
- 2021: Nord bei Nordwest – Conny & Maik (Fernsehreihe)
- 2021: Nächste Ausfahrt Glück – Beste Freundinnen (Fernsehfilm)
- 2021: Die Saat
- 2021: Jenseits der Spree – Tunnelblick (Fernsehserie, Regie: Neelesha Barthel)
- 2021: SOKO Potsdam: Odas Geheimnis (Fernsehserie)
- 2022: Riesending – Jede Stunde zählt (Fernsehfilm)
- 2022: SOKO Wismar – Kampf der Vampire (Fernsehserie)
- 2022: Strafe – Die Schöffin (Fernsehreihe)
- 2023: Tatort: Nichts als die Wahrheit
- 2024: In aller Freundschaft – Die jungen Ärzte (Fernsehserie, Folge Durchkreuzt)
- 2024: Zeit Verbrechen (Miniserie, Folge Deine Brüder)
- 2024: Die geschützten Männer
- 2025: In aller Freundschaft – Die jungen Ärzte (Fernsehserie, Folge 368, 418–420)

## Theater (Auswahl)
- 2005: Living in Oblivion (Regie: Johannes Mager)
- 2006: Dekalog (Regie: Robert Borgmann)
- 2007: Der Kaufmann von Venedig (Regie: Mark Zurmühle)
- 2007: Der Revisor (Regie: Tillmann Gersch)
- 2008: Warten auf Godot (Regie: Jaspar Brandis)
- 2008: Dantons Tod (Regie: Tillmann Gersch)
- 2009: Die Vermessung der Welt (Regie: Mark Zurmühle)
- 2009: Die Ehe der Maria Braun (Regie: Alexander Riemenschneider)
- 2010: The killer in me is the killer in you (Regie: Alexander Riemenschneider)
- 2011: Macbeth (Regie: Mark Zurmühle)
- 2012: Was ihr wollt (Regie: Mark Zurmühle)
- 2013: Siecht auf nichts oder die Legende vom Rest (Regie: Antje Thoms)
- 2014: Spiel des Lebens (Regie: Prinzip Gonzo)
- 2014: Kohlhaas (Regie: Hannes Weiler)